# Sojuz TM-22
Sojuz TM-22 (Союз ТМ-22) – rosyjska załogowa misja kosmiczna, stanowiąca dwudziestą trzecią wyprawę na pokład stacji kosmicznej Mir.

## Misja
W ramach wcześniej uzgodnionego programu, który nazwano Programem Euromir 95, wystartował z Ziemi 3 września 1995 roku statek kosmiczny Sojuz TM 22 z załogą złożoną z Rosjan Jurija Gidzienki i Siergieja Awdiejewa oraz Niemca Thomasa Reitera (ósmy astronauta niemiecki). W dniu 3 września przyłączyli się do bazy Mir, a 20 października Reiter, jako drugi astronauta zachodni wyszedł na zewnątrz Mira. Poprzednio dokonał tego tylko francuski astronauta Jean-Loup Chrétien, w grudniu 1988 roku.